# Hafia Football Club
O Hafia Football Club é um clube de futebol com sede em Conakry, Guiné. Fundada em 1951, a equipe era conhecida como Conakry II na década de 1960 e conquistou três títulos com esse nome. Conquistou 15 títulos no campeonato, tendo dominado as décadas de 1960 e 70, mas seu último título foi em 1985. Os anos 70 foram uma década de ouro para o Hafia, quando dominaram o futebol africano, vencendo a Liga dos Campeões da CAF por três vezes, em 1972, 1975 e 1977, e dois vices em 76 e 78. Promoveu grandes talentos como Papa Camara, Bengally Sylla, Abdoulaye Keita, Chérif Souleymane, Petit Sory, Mamadou Aliou Kéïta, Mory Kone.

## História
Em 1977 após vencer a terceira Liga dos Campeões da CAF, O Hafia recebeu o direito de levar o troféu para casa definitivamente, a CAF iniciou-se um novo troféu.
No dia 26 de setembro de 2017 após 15 anos de jejum o clube vence a copa nacional nos pênaltis após empate sem gols no tempo normal.[carece de fontes?]
Após 36 longos anos o clube voltou a disputar a Liga dos Campeões da CAF na temporada 2019-20, competição que na década de 1970, o clube dominou.

## Títulos
| CONTINENTAIS | CONTINENTAIS             | CONTINENTAIS | CONTINENTAIS                                                                                  |
|              | Competição               | Títulos      | Temporadas                                                                                    |
| ------------ | ------------------------ | ------------ | --------------------------------------------------------------------------------------------- |
|              | Liga dos Campeões da CAF | 3            | 1972, 1975, 1977                                                                              |
| NACIONAIS    |                          |              |                                                                                               |
|              | Competição               | Títulos      | Temporadas                                                                                    |
| Guiné        | Ligue PRO                | 16           | 1966, 1967, 1968,1971, 1972, 1973, 1974, 1975, 1976, 1977, 1978, 1979, 1982, 1983, 1985, 2023 |
| Guiné        | Copa de Guine            | 4            | 1992, 1993, 2002, 2017.                                                                       |

destaque
Vices
- Liga dos Campeões da CAF : 1976, 1978.
- Ligue PRO : 2017-18, 2018-19.